# Nermedin Selimov
Nermedin Selimov Chjuseinov (Нермедин Селимов Хюсеинов * 3. ledna 1954 Biserci, Bulharsko) je bývalý bulharský zápasník, volnostylař. V roce 1980 vybojoval na olympijských hrách v Moskvě bronzovou medaili v kategorii do 52 kg. V roce 1976 vybojoval ve stejné kategorii na hrách v Montrealu páté místo. V roce 1977 vybojoval 4. místo na mistrovství světa.